# ジョン・ダニング
ジョン・ダニング（John Dunning, 1942年1月9日 - 2023年5月23日）は、アメリカの推理作家。
クリフォード（クリフ）・ジェーンウェイが登場する「本」をテーマとしたシリーズで知られる。

## 略歴
1942年、アメリカ合衆国ニューヨーク市のブルックリンで生まれ、3年後に父親の故郷であるサウスカロライナ州チャールストンに引っ越す。1964年に親元を離れコロラド州のデンバーに移り住み、競馬場の厩務員として働いたのち新聞社のデンバー・ポストに就職する。1970年に新聞社を辞め、様々な仕事を経験しつつ小説の執筆に取りかかっていく。
出版社とのトラブルもあって、1981年以降は執筆活動を休止し稀覯本専門の古書店を開いていたが、作家仲間の強い勧めもあり、1992年に『死の蔵書』で小説界に復帰した。
2023年5月23日に死去した。81歳没。

## 作品

### 推理小説
- 『封印された数字』（The Holland Suggestions（1975年）、松浦雅之訳、ハヤカワ・ミステリ文庫） 1998年
- 『ジンジャー・ノースの影』（Looking for The Ginger North（1980年）、三川基好訳、ハヤカワ・ミステリ文庫） 2000年
- 『名もなき墓標』（Deadline（1981年）、三川基好訳、ハヤカワ・ミステリ文庫） 1999年
- 『深夜特別放送』上・下（Two O'Clock Eastern Wartime（2001年）、三川基好訳、ハヤカワ・ミステリ文庫） 2001年

#### クリフォード・ジェーンウェイもの
- 『死の蔵書』（Booked to Die（1992年）、宮脇孝雄訳、ハヤカワ・ミステリ文庫）1996年 - ネロ・ウルフ賞受賞
- 『幻の特装本』（The Bookman's Wake（1995年）、宮脇孝雄訳、ハヤカワ・ミステリ文庫） 1997年
- 『失われし書庫』（The Bookman's Promise（2004年）、宮脇孝雄訳、ハヤカワ・ミステリ文庫） 2004年
- 『災いの古書』（The Sign of the Book（2005年）、横山啓明訳、ハヤカワ・ミステリ文庫） 2007年
- 『愛書家の死』（The Bookwoman's Last Fling（2006年）、横山啓明訳、ハヤカワ・ミステリ文庫） 2010年

### 普通小説
- Denver（1980年）

### ノンフィクション
- Turn in Yesterday（1975年）